# Bracon brevifemur
Bracon brevifemur är en stekelart som beskrevs av Vladimir Ivanovich Tobias 1959. Bracon brevifemur ingår i släktet Bracon och familjen bracksteklar. Inga underarter finns listade.